# Как зелена была моя долина
«Как зелена была моя долина» (англ. How Green Was My Valley) — американская драма, снятая в 1941 году режиссёром Джоном Фордом. Сюжет ленты представляет собой сценарную обработку Филиппом Данном известного одноимённого романа Ричарда Луэллина и повествует о жизни семьи Морган в угольном бассейне Южного Уэльса в начале XX века. Фильм был выдвинут на премию «Оскар» в 10 номинациях и стал первым в 5 из них.
Фильм известен тем, что был удостоен премии «Оскар» за лучший фильм, опередив такие общепризнанные в будущем шедевры, как «Гражданин Кейн» и «Мальтийский сокол».
В 1990 году был включён в Национальный реестр фильмов Библиотеки Конгресса США.

## Сюжет
История представляет собой ретроспективные воспоминания Хью Моргана (Родди Макдауэлл), младшего из семи детей в семье сурового шахтёра Гвилима Моргана (Дональд Крисп) и любящей матери Бэт Морган (Сара Олгуд). Закадровый рассказчик — человек средних лет, собирающийся покинуть свой родной город Кум-Ронда в долинах Южного Уэльса, открывает перед зрителями яркие образы своего детства.
В картине переплетается несколько сюжетных линий. Важной составляющей событийной канвы является стремительный и злополучный роман Ангхарад (Морин О`Хара), сестры Хью, и нового приходского священника — Мистера Грифида (Уолтер Пиджон). По причине непозволительного характера их романтических отношений, Ангхарад выходит замуж за другого мужчину, с которым впрочем потом разводится, а отец Грифид покидает свою церковь, узнав какие сплетни ходят по городку об их связи. Эта любовь не нашла своего завершения, Ангхарад и мистер Грифид так и не поженились.
Другим основанием для развития сюжета является угольная шахта, которая в начале фильма лишь недавно открылась в зелёной цветущей долине. Отец Хью и пятеро его братьев работают на шахте, и являются участниками нарастающего социального напряжения в среде рабочих. Хью наблюдает как подготовка к забастовке на шахте раскалывает семью, трое его братьев покидают дом отца, возражающего против проведения забастовки. Фильм заканчивается гибелью мистера Гвилима Моргана.
Несмотря на общую сложность и местами трагичность событий, происходивших в среде людей, занятых в угледобывающей промышленности Уэльса в период переживаемого ею кризиса, сюжет фильма складывается из цепочки трогательных сцен, раскрывая социальную историю через описание перипетий жизни семейства Морганов.

## В ролях
| Актёр             | Роль                          |
| ----------------- | ----------------------------- |
| Уолтер Пиджон     | мистер Грифид                 |
| Морин О`Хара      | Ангхарад Морган               |
| Анна Ли           | Бронвин, жена Ивора           |
| Дональд Крисп     | Гвилим Морган                 |
| Родди Макдауэлл   | Хью Морган                    |
| Джон Лодер        | Янто Морган                   |
| Сара Олгуд        | миссис Бет Морган             |
| Барри Фицджеральд | Киварта                       |
| Рис Уильямс       | Дэл Бэндо, боксёр             |
| Патрик Ноулз      | Ивор Морган                   |
| Этель Гриффис     | миссис Николас                |
| Рут Клиффорд      | селянка (в титрах не указана) |

## Награды и номинации
- 1941 — попадание в десятку лучших фильмов по версии Национального совета кинокритиков США.
- 1942 — 5 премий «Оскар»: лучший фильм (Дэррил Ф. Занук), лучшая режиссура (Джон Форд), лучшая мужская роль второго плана (Дональд Крисп), лучшая операторская работа (Артур Миллер), лучшая работа художника-постановщика (Ричард Дэй, Натан Джуран и Томас Литтл). Кроме того, лента получила 5 номинаций: лучший адаптированный сценарий (Филип Данн), лучшая женская роль второго плана (Сара Олгуд), лучший монтаж (Джеймс Б. Кларк), лучшая музыка (Альфред Ньюман), лучший звук (Эдмунд Х. Хансен).